# Drie knappe mannen en een demon
Drie knappe mannen en een demon is een sprookje uit India.

## Het verhaal
Parelschutter was rijk en had een mooie vrouw, maar hij heeft één zwakheid. Hij wil zichzelf steeds bewijzen en vraagt elke dag aan zijn vrouw of er knappere mannen zijn dan hij. Elke ochtend moet zijn vrouw in de tuin staan en schiet de parelschutter een parel uit haar neusring. De zwager van de parelschutter komt op bezoek en hoort wat er aan de hand is, zijn zus is bang ooit zelf geraakt te worden. De broer zegt dat ze moet zeggen dat er mannen zijn die veel knapper zijn dan haar man, in plaats van het gebruikelijke antwoord. De parelschutter zegt niet te rusten voor hij deze mannen gevonden heeft en laat zijn vrouw achter. Hij komt bij een prachtige rivier en ziet een reiziger. Hij vraagt waarom de reiziger op reis is en hoort dat het de sterktste man van het land is. Hij dacht altijd de knapste van het land te zijn, maar heeft gehoord over een parelschutter. De parelschutter zegt ook op zoek te zijn naar knappere mannen dan hijzelf en ze reizen samen verder als broeders.
Ze lopen langs de rivier en komen een derde reiziger tegen. Het is een priester die geprezen wordt om zijn intelligentie en zoekt een parelschutter en een worstelaar. De mannen gaan naar het huis van de priester en zullen elkaar op de proef stellen. In de keuken staat een gigantisch ijzeren watervat en de worstelaar tilt het 's nachts op en sluipt naar de rivier. Hij begraaft het vat in het zand op de bodem en gaat slapen. De vrouw van de priester heeft hem gehoord en maakt haar man wakker. Ze denken dat dieven de maanlichte nacht gekozen hebben en verbazen zich hierover. Ze zien dat haar sieraden niet gestolen zijn, maar het watervat mist. De priester snapt wat er gebeurd is en gaat naar de worstelaar. Zijn lichaam ruikt fris en ze gaan terug naar bed.
De volgende dag zegt de priester dat ze in de rivier moeten baden. Het watervat is verdwenen en de worstelaar doet alsof hij verbaasd is. De mannen gaan naar de rivier en de priester zegt dat zijn watervat zo ver van huis is. Hij zegt dat de worstelaar het vat heeft verstopt en de worstelaar en de parelschutter zijn vol verbazing. De priester vertelt hoe hij erachter gekomen is en de mannen hebben een fijne dag, ze vertellen komische verhalen en lachen veel. De priester laat de worstelaar een verse geit zoeken voor het eten. Een demon vermomt zich als geit en de worstelaar bindt deze aan een touw. De geit stribbelt tegen en de ogen van de geit puilen uit. De priester ziet het kwaadaardige beest en vraagt waarom de worstelaar een demon heeft meegenomen.
De priester zegt dat zijn kind elke dag één demon eet, zijn vrouw eet drie en hijzelf twaalf. Hij vraagt zich af wat ze met één kleine demon moeten doen en de demon smeekt om genade. De demon belooft zakken vol goud en rent naar Demonenland en vertelt over de priester die twaalf demonen per dag eet. Drie dagen later brengt de demon het goud naar de priester en vertelt dat hij voor de hofraad moet verschijnen omdat hij de priester dient. De priester wil de hofraad zien en de demon zet de priester, de worstelaar en de parelschutter op zijn rug. Hij zet de mannen op een tak boven de troon van de koning. De demon moet een verklaring geven en zegt dat het niet om normale stervelingen gaat.
De koning wil de mannen dan zien en op dat moment doorboort een pijl van de parelschutter zijn oorring. De tak breekt af onder het gewicht van de worstelaar en de mannen vallen op het hoofd van de koning. De priester zegt dat ze de koning eerst gaan opeten en daarna de rest. De demonen vluchten in alle richtingen en de koning wordt vrijgelaten op voorwaarde dat hij voor meer goud zorgt. De mannen verdelen de buit in drieën en gaan naar huis. De vrouw van de parelschutter krijgt het goud en haar man vertelt dat er inderdaad knappere mannen zijn dan hij. Hij laat het parelschieten achterwege.

## Achtergronden
- Het verhaal komt uit Maharashtra.
- De worstelaar wordt gezien als dommekracht. Hij neemt de demon mee naar huis, maar door zijn gewicht breekt ook de tak waardoor de demon wordt uitgeschakeld.
- De parel uit de neusring schieten lijkt op de appel van Willem Tell.
- Ook de stiefmoeder van Sneeuwwitje vraagt elke dag (aan haar magische spiegel) of zij de mooiste is van het hele land.
- Vergelijk Jan en zijn vrouw en De verstandige lieden, hierin wordt gezocht naar een persoon die dommer is dan de echtgenote.